# Colobomeles ramboi
Colobomeles ramboi är en tvåvingeart som beskrevs av Borgmeier 1927. Colobomeles ramboi ingår i släktet Colobomeles och familjen puckelflugor. Inga underarter finns listade i Catalogue of Life.